# Balíkhela
A balíkhela (bengáli írással: বলীখেলা, más néven: boli khela) egy bengáli eredetű hagyományos küzdősport, a birkózás egyik változata. Ma legfőképpen a bangladesi Csittagong térségében népszerű.

## Története
A balíkhela pontos eredete ma sem ismert, de hagyományosan úgy tartják, hogy már a mogul korszakban is űzték. Később több befolyásos dzsamidár (földbirtokos) is amolyan biztonsági őrként neves birkózókat alkalmazott a saját birtokán, akik képességeiket a balíkhela segítségével tudták bizonyítani. Az ilyen próbatételek győzteseit a bali („erős”, „erőteljes”) dicsérő szóval illették. Innen származik a sportág nevének első fele, míg a khela szó „játékot” jelent.
A ma is ismert, „modern” balíkhelát 1909-ben mutatta be Ábdul Dzsabbár Szaodágar, emiatt a sportág legismertebb változatát, megkülönböztetésül az egyéb változatoktól, dzsabbárer balíkhelának is nevezik. Dzsabbár eredeti célja az volt, hogy megszervezze és felkészítse a harcra a bengáli fiatalságot a brit uralom ellenében. A sportág „aranykora” az első és a második világháború vége közötti időszakra tehető. Ebben az időszakban főként Csittagong térségében terjesztették a balíkhelát, és mivel ekkor rengeteg csittagongi lakos a szomszédos Mianmarban (sokan Rangunban) dolgozott, és ezáltal viszonylag jó vagyoni helyzetbe került, sokan tudták közülük támogatni ezt a sportágat. Ábul Phadzsal, a Csittagongi Egyetem korábbi alkancellárja az egyetemi kampuszon is szervezett balíkhela-eseményeket, csakúgy, mint Ábdul Gani dakkai naváb Sáhbágban, és A. K. Hán gyárosról, pakisztáni miniszterről is tudni lehet, hogy fiatal korában aktívan balíkhelázott.
Bár a balíkhela ma már nem annyira népszerű, mint régen, de Csittagongban még ma is sokan kedvelik. A városban évente tartanak egy háromnapos balíkhela-ünnepet, amelynek során meghívott harcosok (balik) látványos külsőségek közepette, dobszóra lépnek be az arénába szurkolóikkal és kísérőikkel (a sáhábokkal). A több szakaszból álló verseny végső győztesét rajongói a levegőbe emelve hordozzák végig a város utcáin.

## Leírás
Egy balíkhela-mérkőzés kör vagy négyzet alakú, földes talajú pályán zajlik, a két küzdő játékos semmi mást nem visel, csak egy-egy rövid nadrágot (még cipőt sem). A küzdelem célja, hogy az ellenfél bármely testrészét (a láb kivételével) érintkezésbe kényszerítsék a talajjal. Egy mérkőzésnek nincs szabályban rögzített időtartama, hanem a birkózók előzetes megegyezésétől függ. Általában ez 25–30 perc szokott lenni, de egy-egy verseny végső szakaszában, amikor a küzdelmek már szorosabbak, a hosszabb időtartam is gyakori. A küzdő felek általában szokásos birkózó- és földharctechnikákat alkalmaznak, például dobásokat, klincselést, leszorítást.